# Daptus
Daptus is een geslacht van kevers uit de familie van de loopkevers (Carabidae). De wetenschappelijke naam van het geslacht is voor het eerst geldig gepubliceerd in 1823 door Fischer von Waldheim.

## Soorten
Het geslacht Daptus omvat de volgende soorten:
- Daptus acutus Reitter, 1893
- Daptus afghanistanus Jedlicka, 1965
- Daptus komarowi Semenov, 1889
- Daptus pictus Fischer von Waldheim, 1823
- Daptus vittatus Fischer von Waldheim, 1823